# شهرستان شانگهانگ
شهرستان شانگهانگ (به لاتین: Shanghang County) یک شهرستان‌های جمهوری خلق چین در چین است که در لانگیان واقع شده‌است.